# Cynthia Groggia
Cynthia Groggia est une actrice française connue pour avoir interprété le rôle de Camille dans La Guerre des miss.

## Filmographie
- 2002 : Le Malade imaginaire, téléfilm de Laurent Heynemann
- 2008 : La Guerre des miss, de Patrice Leconte : Camille
- 2009 : Bulles de Vian, téléfilm de Marc Hollogne